# Die Flora Deutschlands und angrenzender Länder
Die Flora Deutschlands und angrenzender Länder ist eine von Otto Schmeil und Jost Fitschen begründete Exkursionsflora zur Bestimmung der höheren Pflanzen (Gefäßsporenpflanzen und Samenpflanzen) im deutschsprachigen Raum. Das von der Flora abgedeckte Gebiet umfasst neben Deutschland auch Dänemark, die Niederlande, Belgien, Luxemburg, die Schweiz, Liechtenstein und Österreich sowie etwa 100 km breite Bereiche der angrenzenden Länder Frankreich (Elsass, Vogesen), Italien (Südtirol) und Polen.
Die erste Auflage kam im Frühjahr 1904 heraus.  Das Buch erschien zunächst im Verlag Erwin Nägele (Stuttgart und Leipzig). Seit 1906 erscheint es im Verlag Quelle & Meyer. Nach dem Tod von Schmeil 1943 und Fitschen 1947 übernahm 1954 Werner Rauh mit der 64. Auflage die Herausgabe, ab den 1960er Jahren unterstützt von Karlheinz Senghas. Bis zur 95. Auflage 2011 fungierte Siegmund Seybold als Herausgeber. Seit der 2016 erschienenen 96. Auflage wird der Schmeil-Fitschen von Gerald Parolly und Jens Gunter Rohwer herausgegeben.
Beginnend mit der ersten Auflage strebten die Autoren an, die jeweils am leichtesten zu erkennenden Unterscheidungsmerkmale hervorzuheben und so auch für Anfänger das Bestimmen von Pflanzen zu erleichtern. Laut Angaben des Verlags beträgt die Gesamtauflage mittlerweile über 2,5 Millionen verkaufte Exemplare. Der Titel des Buchs lautete ursprünglich Flora von Deutschland, von der 73. bis 88. Auflage Flora von Deutschland und seinen angrenzenden Gebieten und von der 89. bis 94. Auflage Flora Deutschlands und angrenzender Länder. Mit der 93. Auflage wurde er so weit erweitert, dass er auch für ganz Österreich anwendbar wurde. In der 2011 erschienenen 95. Auflage wurde das Bearbeitungsgebiet auf die Schweiz, Liechtenstein, Südtirol und Bereiche der Tschechische Republik ausgedehnt.